# Wenjing Zhang
Wenjing Zhang (张文静S, Zhang WenjingP; ...) è una sciatrice alpina cinese paralimpica, vincitrice di una medaglia d'argento e due medaglie di bronzo per la Cina alle Paralimpiadi invernali del 2022 a Pechino.

## Biografia
Ha iniziato a praticare sport nel 2016 a Harbin, in un club della provincia di Hebei. Nella nazionale è allenata da Dario Capelli e Leon Svetlin.

## Carriera

### Coppa del Mondo
Alla Coppa del Mondo di sci alpino paralimpico che si è svolta a Kranjska Gora, in Slovenia, nel 2019, Zhang ho vinto l'oro nello slalom gigante categoria seduti in 2 minuti 19.59 secondi. La compagna di nazionale, Sitong Liu ha vinto l'argento in 2:26.08, mentre la giapponese Yoshiko Tanaka il bronzo in 2:30.65.

### Paralimpiadi
Wenjing ha rappresentato la Cina alle Paralimpiadi invernali del 2022, competizione dove ha vinto una medaglia d'argento nello slalom speciale (con un tempo di 1:40.18 si è piazzata seconda, dietro all'atleta tedesca Anna-Lena Forster in 1:37.90, e davanti alla connazionale Sitong Liu in 1:41.31) e due medaglie di bronzo: nel superG in 1:24.31 (oro per Momoka Muraoka in 1:23.73 e argento per Anna-Lena Forster in 1:23.84) e nello slalom gigante in 2:10.92 (sul podio, al 1º posto Momoka Muraoka in 2:02.27 e al 2º posto Sitong Liu in 2:09.55).

## Palmarès

### Coppa del Mondo
- 1 medaglia:
  - 1 oro (slalom gigante a Kranjska Gora 2019)

### Paralimpiadi
- 3 medaglie:
  - 1 argenti (slalom speciale a Pechino 2022)
  - 2 bronzi (supergigante e slalom gigante a Pechino 2022)